# Halogeton
Halogeton es un género de plantas herbáceas de la familia Amaranthaceae. Comprende 27 especies descritas y de estas, solo 4 aceptadas.

## Descripción
Son hierbas anuales o arbustos con carnosas hojas alternas. Hojas semi-cilíndricas para subglobular, sésiles, mucronadas, la mayoría termina en unas cerdas duras. Flores hermafroditas y pistiladas juntos, amontonados en las axilas entre lana densa, los laterales con 2-3 bracteolas. Perianto 5, casi libre, sin el nervio central, el exterior 2 o 3 (rara vez) todo gibosa o alas en la parte posterior de la fruta. Estambres (2-3 -) 5; anteras con apéndices cortos o no; estaminodios 4-5, alternando con los estambres.  Frutas (utrículo) incluido en perianto con pericarpo adherente, membranoso, las semillas verticales (u horizontales), ex albuminosas.

## Taxonomía
El género fue descrito por  Carl Anton von Meyer y publicado en Icones Plantarum 1: 10, pl. 40. 1829. La especie tipo es: Halogeton glomeratus (M.Bieb.) Ledeb.	

## Especies aceptadas
A continuación se brinda un listado de las especies del género Halogeton aceptadas hasta octubre de 2012, ordenadas alfabéticamente. Para cada una se indica el nombre binomial seguido del autor, abreviado según las convenciones y usos.
- Halogeton alopecuroides (Delile) Moq.
- Halogeton arachnoideus Moq.
- Halogeton glomeratus (M.Bieb.) Ledeb.
- Halogeton sativus (L.) Moq. - barrilla de Alicante, barrilla fina, espejuelo.[4]